# Tách huyết tương
Tách huyết tương là kỹ thuật loại bỏ, điều trị, và trả lại hoặc thay huyết tương hoặc các thành phần từ tuần hoàn máu và trả lại nó. Do đó đây là một phương pháp điều trị ngoài cơ thể (một thủ thuật y tế thực hiện bên ngoài cơ thể).
Cần phân biệt ba loại tách huyết tương:
Huyết tương tự thân: Phương pháp lấy huyết tương ra khỏi cơ thể, xử lý theo nhiều cách rồi truyền trả lại chính người đó.
Thay huyết tương, Tách huyết tương ra và thay bằng các chế phẩm máu từ người hiến cho người nhận. Phương pháp này được gọi là thay huyết tương (PPE, PLEX hoặc PEX) hoặc PET. Huyết tương tách ra sẽ bị bỏ đi và bệnh nhân được nhận huyết tương thay thế từ người hiến, albumin hoặc hỗn hợp albumin và nước muối sinh lý (thường 70% albumin và 30% muối).
Hiến máu, Lấy huyết tương ra rồi tách các thành phần ra, giữ lại một số chế phẩm máu còn lại đem truyền lại vào người hiến tặng bởi các nhà tài trợ. Ví dụ như trong một số trường hợp hiến máu, máu được lấy ra ngoài cơ thể, các tế bào máu và huyết tương được tách ra, đưa các tế bào máu quay trở lại trong khi huyết tương được thu thập và đông lạnh để bảo vệ nó cho cuối cùng sử dụng như huyết tương tươi đông lạnh, hoặc là nguyên liệu để sản xuất một loạt các loại thuốc.
Huyết tương tự thân và thay huyết tương được sử dụng để điều trị nhiều bệnh lý, bao gồm cả những bệnh tự miễn dịch như Hội chứng Goodpasture, hội chứng Guillain–Barre, lupus, nhược cơ, và xuất huyết giảm tiểu cầu.